# 울라크치 칸

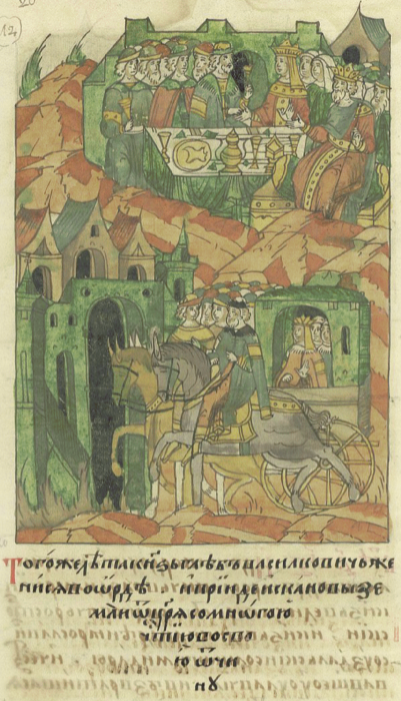

울라크치(Улагчи Ulaghchi, ? ~ 1257)는 킵차크 한국의 칸으로서의 그의 전임자 사르타크와 같이 치세는 단명하였다.
사르타크 칸은 그의 아버지가 죽은 지 1년 후인 1256년에 죽었다. 아마도 독살되었다. 사르타크는 베르케에 의해 계승되기전에 잠시 울라크치에 의해 계승되었다. 울라크치가 그의 형제였는지 아들이었는지는 확실치 않다. 바투의 아들 사르타크의 아들이나, 일설에는 사르타크의 형제였다는 설도 있다. 그도 1년 만에 죽었다.